# Georg Richter
Georg Richter,  Georg Lüddeckens Alexander Richter, född 17 december 1915 i Berlin, död 10 maj 1972 i Oslo, var en tyskfödd norsk skådespelare, son till Aud Richter och Georg Alexander.
Richter debuterade 1938  på Søilen Teater och spelade på 1950- och 1960-talen på de flesta norska scener. Han var i sin ungdom en intagande lustspelsskådespelare, men visade senare sin allsidighet i så olika roller som Nils Lykke i Henrik Ibsens Fru Inger til Østraat, Mackie Kniven i Bertolt Brechts Tolvskillingsoperan och Erlend i Sigrid Undsets Kristin Lavransdotter.

## Filmroller i urval
- 1939 – De värnlösa
- 1940 – Tante Pose
- 1946 – På kant med samhället
- 1946 – Et spøkelse forelsker seg
- 1951 – Kvinnan bakom allt
- 1958 – Människor på flykt
- 1958 – De dødes tjern
- 1959 – Hete septemberdager
- 1966 – Skrift i sne
- 1969 – Dödsleken
- 1970 – Olsen-banden og Dynamitt-Harry